# 大学町 (高槻市)
大学町（だいがくまち）は、大阪府高槻市の町丁。丁番を持たない単独町名である。

## 地理
高槻市の中心部に位置し、東端は大阪府道79号線によって八丁畷町と、西端は市道大学町1号線によって北園町と、北端は市道高槻駅松原線によって八丁西町と、南端は阪急京都本線高架、及び阪急みずき通り（市道阪急北側線）によって城北町2丁目と隔てられている。町内には、全域にわたって大阪医科薬科大学病院や大阪医科薬科大学本部キャンパスなどの大阪医科薬科大学の関連施設が所在するほか、南東部には高槻警察署八丁畷交番が位置する。街区番号は、1番～3番までが割り当てられている。

## 地名の由来
高槻市にメインキャンパスを構えた初の大学である大阪医科大学（2021年（令和3年）、名称を大阪医科薬科大学に改称）の所在地であることに由来する。

## 歴史
- 1943年（昭和18年）4月1日：高槻町が市制施行、大阪府高槻市古曽部の一区画となる。
- 1963年（昭和38年）7月1日 : 古曽部より分離し、大学町が設置され、大阪府高槻市大学町となる。

## 世帯数と人口
2024年（令和6年）3月31日現在（高槻市発表）の世帯数と人口は以下の通りである。
| 町丁   | 世帯数 | 人口 |
| ------ | ------ | ---- |
| 大学町 | 0世帯  | 0人  |

## 校区
2022年（令和4年）4月現在、市立小・中学校に通う場合、校区は以下の通りとなる。
| 番・番地等 | 小学校             | 中学校             |
| ---------- | ------------------ | ------------------ |
| 全域       | 高槻市立高槻小学校 | 高槻市立第一中学校 |

## 事業所
2018年（平成30年）現在の経済センサス調査による事業所数と従業員数は以下の通りである。
| 町丁   | 事業所数 | 従業員数 |
| ------ | -------- | -------- |
| 大学町 | 12事業所 | 2726人   |

## 主な施設
警察
- 大阪府警察高槻署 八丁畷交番

教育機関
- 大阪医科薬科大学 本部キャンパス

医療機関
- 大阪医科薬科大学病院
- 関西BNCT共同医療センター

## その他

### 日本郵便
- 郵便番号 : 569-0801[3]（集配局：高槻郵便局[8]）。